# Acropora akajimensis
Acropora akajimensis е вид корал от семейство Acroporidae.

## Разпространение
Видът е разпространен в Индонезия, Нова Каледония, Провинции в КНР, Тайван, Филипини и Япония.

## Описание
Популацията им е намаляваща.